# Сан-Пабло-де-Тікіна
Сан-Пабло-де-Тікіна (ісп. San Pablo de Tiquina) — селище в болівійському департаменті Ла-Пас, адміністративний центр однойменної громади у провінції Манко-Капак. 

## Географія
Громада розташована на заході країни на березі озера Тітікака, у межах плато Альтіплано. За біологічним різноманіттям відноситься до центральноандійської вологої пуни. 

### Клімат
Містечко знаходиться у зоні, котра характеризується океанічним кліматом субтропічних нагір'їв. Найтепліший місяць — листопад із середньою температурою 10.5 °C (50.9 °F). Найхолодніший місяць — липень, із середньою температурою 6.4 °С (43.5 °F).
| Клімат Сан-Пабло-де-Тікіни | Клімат Сан-Пабло-де-Тікіни | Клімат Сан-Пабло-де-Тікіни | Клімат Сан-Пабло-де-Тікіни | Клімат Сан-Пабло-де-Тікіни | Клімат Сан-Пабло-де-Тікіни | Клімат Сан-Пабло-де-Тікіни | Клімат Сан-Пабло-де-Тікіни | Клімат Сан-Пабло-де-Тікіни | Клімат Сан-Пабло-де-Тікіни | Клімат Сан-Пабло-де-Тікіни | Клімат Сан-Пабло-де-Тікіни | Клімат Сан-Пабло-де-Тікіни | Клімат Сан-Пабло-де-Тікіни |
| Показник                   | Січ.                       | Лют.                       | Бер.                       | Квіт.                      | Трав.                      | Черв.                      | Лип.                       | Серп.                      | Вер.                       | Жовт.                      | Лист.                      | Груд.                      | Рік                        |
| Середній максимум, °C      | 15,6                       | 15,7                       | 15,6                       | 15,4                       | 14,8                       | 13,9                       | 14                         | 14,8                       | 15,7                       | 17,1                       | 17,5                       | 16,8                       | 15,6                       |
| Середня температура, °C    | 10                         | 10                         | 10                         | 9,4                        | 8                          | 6,6                        | 6,4                        | 7,3                        | 8,6                        | 9,9                        | 10,5                       | 10,4                       | 8,9                        |
| Середній мінімум, °C       | 4,3                        | 4,7                        | 3,9                        | 2                          | 0                          | −2,5                       | −2,4                       | −1,4                       | 1,1                        | 2,4                        | 3,7                        | 4,3                        | 1,7                        |
| Норма опадів, мм           | 120                        | 108.2                      | 82.1                       | 32.8                       | 21                         | 2.8                        | 5                          | 12.3                       | 29.4                       | 29.1                       | 51.1                       | 102.3                      | 596.1                      |
| Днів з опадами             | 18,2                       | 18,6                       | 13,8                       | 7,3                        | 3,2                        | 1,3                        | 1,8                        | 2,9                        | 7,8                        | 8,4                        | 9,1                        | 14,8                       | 107,2                      |
| Вологість повітря, %       | 70.5                       | 72.4                       | 70.6                       | 62.7                       | 51.6                       | 45.1                       | 46.4                       | 48.7                       | 55                         | 54.3                       | 55.8                       | 64.5                       | 58.1                       |
| -------------------------- | -------------------------- | -------------------------- | -------------------------- | -------------------------- | -------------------------- | -------------------------- | -------------------------- | -------------------------- | -------------------------- | -------------------------- | -------------------------- | -------------------------- | -------------------------- |
| Джерело: Weatherbase       |                            |                            |                            |                            |                            |                            |                            |                            |                            |                            |                            |                            |                            |